# 渡名喜守定
渡名喜 守定（となき しゅてい、1902年2月5日 - 1993年2月1日）は、日本の海軍軍人。

## 経歴
海軍兵学校50期卒。太平洋戦争中は海軍軍令部参謀、南西方面艦隊参謀、大本営参謀兼海軍大学校教官、福山海軍航空隊司令にて階級大佐で終戦。戦後、沖縄に帰郷。
帰郷後は沖縄銀行役員、琉球捕鯨協会会長、琉球漁業社長、琉球水難救済会会長、琉球海外移住公社理事長、沖縄観光開発事業団理事長などを歴任。
特に、観光開発事業団理事長の際には旧海軍司令部壕の修復に尽力した。
またオランダで駐在武官として任務にあたっていた際、ヒトラーのオランダ侵略を事前にオランダ当局に警告し、当局の対応措置によって被害が軽減されたことから、オランダ政府よりオレンジナッソウ勲三等が与えられた。オランダでは同国の現役の中将大将でも勲四等しか与えられない中、当時38歳の日本の一中佐であった渡名喜への勲三等の授与は異例のことであった。

## 関連書籍
恵隆之介著『天皇の艦長　沖縄出身提督漢那憲和の生涯』光文堂 1985年